# Moi, Omega
Moi, Omega est un roman de science-fiction écrit par Erwan Barillot et publié en septembre 2022 aux éditions Bouquins, récompensé en 2023 par le prix Mottart de l'Académie française.

## Résumé
Au début des années 2000, Ian Ginsberg, étudiant à l'université Harvard, découvre la prophétie de Teilhard de Chardin qui postule l'existence d'un Dieu encore latent, mais qui deviendra présent au terme de l'évolution technologique, au point Omega. La technologie n'en est alors qu'à ses balbutiements. Mais qu'en sera-t-il en 2064, lorsque le jeune Ian Ginsberg aura 80 ans ?